# Біогеохімічні принципи Вернадського
Біогеохімічні принципи Вернадського — три основні положення, які в формулюванні В. І. Вернадського звучать так.

## Перший принцип
«Біогенна міграція атомів хімічних елементів в  біосфері завжди прагне до максимального свого прояву». Фактично, цей принцип пов'язаний зі здатністю живої речовини необмежено розмножуватися в оптимальних умовах. Формалізацією цього принципу можуть служити моделі експоненціального, логістичного росту та ін.

## Другий принцип
«Еволюція видів у ході геологічного часу, що призводить до створення форм життя, стійких в біосфері, йде в напрямку, що збільшує біогенну міграцію атомів біосфери». Ілюстрацією цього принципу можуть служити дані В. О. Ковди 1956 р., який проаналізував понад 1300 зразків золи сучасних вищих рослин і показав, що зольність рослин зростає від представників давніх таксонів до більш молодих. Іншими словами, в ході еволюції рослини в біогеохімічний круговорот активно втягуються нові мінеральні речовини.

## Третій принцип
«Протягом усього геологічного часу, з криптозою, заселення планети повинно було бути максимально можливе для будь-якої живої речовини, яка тоді існувала». Цей принцип пов'язаний "зі «всюдністю» або «тиском» життя. Цей фактор забезпечує безупинне захоплення живою речовиною будь-якої території, де можливе нормальне функціонування живих організмів.
Можна констатувати, що біогеохімічні принципи В. І. Вернадського спрямовані на збільшення ККД біосфери в цілому.

## Ресурси Інтернету
- Розенберг Г. С. О структуре учения о биосфере
- Дедю И. И. Экологический энциклопедический словарь. — Кишинев, 1989 [Архівовано 24 жовтня 2016 у Wayback Machine.]
- Словарь ботанических терминов / Под общ. ред. И. А. Дудки. — Киев, Наук. Думка, 1984 [Архівовано 31 жовтня 2016 у Wayback Machine.]
- Англо-русский биологический словарь (online версия) [Архівовано 6 листопада 2016 у Wayback Machine.]
- Англо-русский научный словарь (online версия) [Архівовано 21 жовтня 2016 у Wayback Machine.]